# Franciszek Zabłocki
Franciszek Zabłocki (2 maggio 1754 – Końskowola, 23 ottobre 1821) è stato un drammaturgo polacco.

## Biografia
Apparteneva ad un'antica famiglia della piccola nobiltà polacca del clan di Łada. Studiò all'Università di Lublino e intraprese il Grand Tour d'Europa, fermandosi particolarmente in Francia e in Germania.
È celebre come traduttore delle commedie di Jean-Baptiste Poquelin e altri drammaturghi francesi, per poi dedicarsi di persona alla stesura di commedie ispirate al teatro francese.
Nel 1774 venne nominato presidente della "Commissione nazionale di educazione" e prese parte su piano culturale alla rivolta di Kościuszko. Venne condannato a morte in absentia dal governo russo, e si rifugiò in Danimarca; nel 1809, a seguito dell'amnistia, ritornò in Polonia.